# Hemiscopis cinerea
Hemiscopis cinerea är en fjärilsart som beskrevs av W. Warren 1892. Hemiscopis cinerea ingår i släktet Hemiscopis och familjen Crambidae. Inga underarter finns listade i Catalogue of Life.